# Licurg de Tràcia
Segons la mitologia grega, Licurg (grec antic: Λυκοῦργος, llatí: Lycurgus), fill de Driant, fou el rei dels edons de Tràcia.
La Ilíada ja el presenta com un exemple dels càstigs que els déus donen a qualsevol que els desafii. Licurg va expulsar Dionís, que havia arribat al seu país amb les seves acompanyants, les Mènades. L'atac de Licurg va causar una gran por a Dionís, encara nen, i el déu es llançà al mar, d'on Tetis el va recollir. Però Zeus, irritat va tornar cec a Licurg.
A partir d'Èsquil, que tenia una tetralogia avui perduda dedicada a Licurg, Dionís apareix com un adult. El déu s'encarrega personalment de la venjança. Explica que quan Dionís va voler travessar Tràcia per anar contra els indis, Licurg li va barrar el pas i va capturar les bacants que acompanyaven el déu, i als sàtirs del seu seguici. Dionís es va haver de refugiar al mar, al costat de Tetis, la filla de Nereu. Però miraculosament, les bacants van ser alliberades de les seves cadenes i Licurg es va tornar boig. Creient que el seu fill Driant era un cep, el va matar d'un cop de destral. Mort el fill, va recobrar la raó, però la terra es va tornar estèril. Un oracle va dir als habitants del país que l'única manera que la terra tornés a ser fecunda, era esquarterant Licurg, i així ho van fer, dalt del Pangèon, lligat entre quatre cavalls.
Higí dona una altra versió. Diu que Licurg havia expulsat Dionís del seu reialme i havia posat en dubte el seu origen diví. Després, embriagat pel vi que havia pres, va voler violar la seva pròpia mare. Recuperat, va voler impedir actes tan vergonyosos i va arrencar els ceps de les seves terres, però Dionís el tornà boig i Licurg matà la seva esposa i el seu fill. Tot seguit Dionís va deixar Licurg al bosc a mercè de les panteres.
Nonnos de Panòpolis presenta Licurg lluitant amb les bacants, especialment amb una d'elles, Ambròsia, que es transformà en cep per ofegar-lo amb les seves branques. Hera el va alliberar brandant sobre les bacants l'espasa d'Ares.